# (5452) 1937 NN
Az (5452) 1937 NN a Naprendszer kisbolygóövében található aszteroida. Cyril V. Jackson fedezte fel 1937. július 5-én.